# Diritto pubblico comparato
Il diritto pubblico comparato è una scienza giuridica che assume a proprio oggetto d'indagine le vicende storiche e giuridiche del costituzionalismo moderno e contemporaneo e gli ordinamenti costituzionali positivi realizzatisi in questo ambito. 

## Ambito di interesse
Essa utilizza come metodo la comparazione giuridica, che è un'operazione di raffronto tra esperienze giuridiche, ordinamenti, istituti e normative, orientata all'individuazione di tendenze comuni o specificità contestuali, tanto in prospettiva storico-critica quanto in funzione propositiva.
Gli argomenti affrontati dal diritto pubblico comparato sono, principalmente, i diritti fondamentali, le forme di Stato e di Governo, i sistemi elettorali, i sistemi partitici e le Costituzioni, analizzandone la formazione, i contenuti e le differenze presenti nei diversi Stati. Per questo, prende anche il nome di "diritto costituzionale comparato".

## Storia
Tale scienza, sviluppatasi a partire dal XIX secolo, per lungo tempo si è interessata esclusivamente dei sistemi e degli istituti appartenenti all'area europea erede del diritto romano e a quella di Common law, inglese e statunitense, interessate dalle vicende del costituzionalismo moderno, presupponendo di poter ricondurre a tali modelli anche i sistemi presenti nelle altre parti del mondo. Questa visione eurocentrica cominciò a venir meno con la fine della prima guerra mondiale, quando il sistema sovietico si affermò come completamente originale rispetto all'esperienza dell'Europa occidentale e, più in generale, il costituzionalismo cominciò a diffondersi anche in aree ulteriori rispetto a quella atlantica. 